# Pinocchio (film fra 1940)
|  | For andre betydninger, se Pinocchio (flertydig) |
Pinocchio er en amerikansk animeret musical-fantasy-film fra 1940, som er produceret af Walt Disney Productions og udgivet af RKO Radio Pictures. Filmen er baseret på den italienske børnebog Pinocchio fra 1883 af Carlo Collodi. Filmen var den anden animerede spillefilm i rækken af Disneys klassiskere, som er produceret af Disney, og filmen blev lavet efter den store succes med studiets første animerede spillefilm, Snehvide og de syv små dværge (1937). Det originale voice-cast bestod af Dickie Jones som Pinocchio og Cliff Edwards som Jesper Fårekylling, mens det danske voice-cast bl.a. bestod af Daimi Gentle og Ove Sprogøe.
Pinocchio havde premiere i USA den 23. februar 1940, hvor effekt-animationen i filmen; køretøjs og maskiners bevægelser og naturelementer som regn, torden, røg, skygger og vand blev anset som banebrydende. Til trods for positive anmeldelser og at filmen, som den første animationsfilm nogensinde, vandt to Academy Awards - for bedste musik og bedste originale sang for "When You Wish Upon a Star" — blev billetindtjeningen en stor skuffelse, da 2. verdenskrig gjorde det umuligt at få filmen udbredt til de europæiske og asiatiske markeder. Efter krigens afslutning blev filmen i 1945 genudgivet, hvor den endelig fik lavet en profit, og siden blev anerkendt som én af de bedste animationsfilm gennem tiden med bl.a. en 100% rating på hjemmesiden Rotten Tomatoes. Filmen og karakterne er stadig til stede i populærkulturen, og optræder i adskillige Disney-parker og indenfor andre former for underholdning. De forenede staters Library of Congress anerkendte i 1994 filmen for at være "kulturelt, historisk og æstetisk betydningsfuldt" og blev tilføjet i landets nationale filmregister, National Film Registry.
I 2008 blev det annonceret at en stop-motion animeret fortolkning af filmen, instrueret af Guillermo Del Toro, var under udvikling, og som skulle have haft premiere i 2013 eller 2014. Produktionen blev dog stoppet, og først genoptaget i 2018, da Netflix købte projektet og filmen forventes at få premiere på Netflix i december 2022.
I april 2015 blev det annonceret at en live-action fortolkning af filmen; Pinocchio, under instruktion af Robert Zemeckis var under udvikling. Den fik premiere i 2022.

## Handling
Dukkemageren Gepetto laver en dag en trædukke ved navn Pinocchio. Gepettos ønske om at dukken skal blive en ægte dreng, går næsten i opfyldelse af Ønskefeen, men for at blive en ægte dreng skal Pinocchio selv bevise, at han vil være en rigtig dreng. Feen beder Jesper Fårekylling om at være Pinocchios samvittighed og hjælpe ham med at gøre det rigtige. Hvis alt dette lykkedes for Jesper, vil han gerne have en medalje. Det lykkedes dog ikke særlig godt og det meste af filmen er Pinocchio i knibe.
På vej til hans første dag i skole, bliver han lokket af Mikkel From og Ditlev til at slutte sig til Strombolis dukketeater. Pinocchio gør Strombolis teater til en succes, men Stromboli mishandler ham og holder ham fanget i et fuglebur. Han fortæller også at når Pinocchio bliver for gammel, vil han "forvandle ham til pindebrænde". Ønskefeen opsøger Pinocchio og spørger hvordan han er havnet i denne situation, hvorefter Pinocchio lyver, men bliver afsløret af at hans næse vokser når han lyver. Med hjælp fra Feen og Jesper, flygter han efter hans næse er vendt tilbage til normal størrelse.
Men på vej hjem til Gepetto, støder Pinocchio igen på Mikkel og Ditlev, der endnu formår endnu engang at narre Pinocchio til at tage med dem til Pjækkeland. På hans vej dertil bliver han ven med Slap-Hans, en ufornøjet og destruktiv dreng, som vil have Pinocchio til at gøre som han og alle de andre drenge gør. Pinocchio syntes, det er sjovt at spille hasard, ryge, blive fuld og ødelægge Øen, hvilket Jesper ikke bryder sig synderligt om. Jesper finder ud af at øen har kraften til forvandle drenge "som gør sig selv til grin" til æsler. Drengene bliver derefter solgt til salt-miner eller andre steder hvor de kan bruges som arbejdskraft.
Slap-Hans bliver forvandlet, mens Pinocchio formår at flygte med kun ører og hale som et æsel. Jesper og Pinocchio flygter fra øen og kommer tilbage til Gepettos hus. Men da han kommer tilbage til huset, er Gepetto, Figaro og Cleo væk. Ønskefeen hjælper igen, ved at sende en due med et brev om hvor Gepetto er. Han er i sin søgen taget ud til havet, hvor han, Figaro og Cleo er blevet slugt af hvalernes hval, Monstrom.
Pinocchio og Jesper tager også ud til havet. De bliver også slugt af den gigantisk hval, hvor de indeni hvalen også finder Gepetto og dyrene. Pinocchio finder på at starte et bål og få Monstrom til at nyse. Planen virker, men Monstrom sætter efter dem. Gepetto er tæt på at drukne og siger, at Pinocchio skal redde sig selv, ved at svømme ind til kysten. Pinocchio griber fat i sin far og prøver at slæde ham med, men så kommer Monstrom og laver en kæmpebølge som skyller alle ind på kysten. Gepetto overlever, mens Pinocchio drukner og dør.
Gepetto, Jesper og dyrene vender hjem med Pinocchios krop. Ønskefeen beslutter at Pinocchio har bevist sit værd og bringer ham tilbage til livet og forvandler ham til en ægte dreng. Alle bliver glade og de begynder at fejre det. Feen giver Jesper sin medalje, den han havde spurgt om, da han blev Pinocchios samvittighed. Filmen ender med at Jesper synger den klassiske sang: "Når du ser et stjerneskud".

## Stemmer
| Figur              | Engelske stemmer | Dansk version (1950) | Dansk version (1978)                        |
| ------------------ | ---------------- | -------------------- | ------------------------------------------- |
| Pinocchio          | Dickie Jones     | Ingeborg Brams       | Daimi Gentle (1978) Alexander Glæsel (1995) |
| Jesper Fårekylling | Cliff Edwards    | John Price           | Ove Sprogøe                                 |
| Gepetto            | Christian Rub    | Sigurd Langberg      | Helge Kjærulff-Schmidt                      |
| Feen               | Evelyn Venable   | Tove Maës            | Susanne Bruun-Koppel                        |
| Slaphans           | Frankie Darro    | Buster Larsen        | Jesper Klein                                |
| Mikkel From        | Walter Catlett   | Knud Heglund         | Claus Ryskjær                               |
| Stromboli          | Charles Judels   | Gunnar Strømvad      | Poul Bundgaard                              |
| Kusken             | Charles Judels   | Kai Holm             | Bjørn Puggaard-Müller                       |

## Awards & nomineringer
ASCAP Film and Television Music Awards
- 1989: Vandt: "Most Performed Feature Film Standards" – Leigh Harline og Ned Washington, for sangen "Når du ser et stjerneskud".

Academy Awards
- 1941: Vandt: Oscar Best Music, Original Score – Leigh Harline, Paul J. Smith og Ned Washington
- 1941: Vandt: Best Music, Original Song – Leigh Harline (musik), Ned Washington (tekst), for sangen "Når du ser et stjerneskud".

National Film Preservation Board
- 1994: Vandt: National Film Registry